# Program F/A-XX
Program F/A-XX' – program badawczo-rozwojowy amerykańskiej marynarki wojennej zmierzający do opracowania pokładowego myśliwca wielozadaniowego 6. generacji, wchodzący w skład szerszego programu NGAD marynarki i amerykańskich sił powietrznych.
Zadaniem programu jest opracowanie samolotu przewagi powietrznej z moźliwościami uderzeniowymi, operującego z lotniskowców typów Nimitz oraz Gerald R. Ford i zastąpienia w tej roli F/A-18E/F Super Hornet. Zgodnie z założeniami marynaki, nowy samolot dysponować ma dużą prędkością oraz zasięgiem operacyjnym pozwalającym na operowanie lotniskowców spoza zasięgu pocisków przeciwokrętowych Chińskiej Republiki Ludowej. Wśród zakładanych pierwszoplanowych misji rozwijanego samolotu są walka powietrzna, misje uderzeniowe wewnątrz stref A2/AD, misje zwalczania okrętów nawodnych, oraz misje bliskiego wsparcia. Zapewniac ma też wszystkie inne możliwości, które zapewniane są dziś przez istniejące konstrukcje myśliwskie.
Mimo że program F/A-XX jest częścią szeroko pojętego samolotu następnej generacji Next Generation Air Dominance (NGAD), w przeciwieństwie do F-35 opracowanego we wspólnym programie JSF, obie konstrukcje mają być z założenia różne, nie są opracowywane wspólnie i są zoptymalizowane do używania przez odpowiednie rodzaje sił zbrojnych, bez konieczności dokonywania kompromisów technicznych właściwych dla JSF. Mogą jednak dzielić niektóre elementy wspólne.
Nowa konstrukcja ma zastąpić Super Hornety na pokładach okrętów w latach 30., po czym współdziałać ma z nich z samolotami uderzeniowymi marynarki F-35C oraz dronami towarzyszącymi opracowanymi w programie CCA. Od strony przemysłowej, program prowadzony jest konkurencyjnie przez firmy Boeing, Lockheed Martin i Northrop Grumman, do końca bowiem 2024 roku marynarka nie wybrała jeszcze przedsiębiorstwa wiodącego w programie, ani też żadnej z konkurencyjnych konstrukcji